# ジョン・バーディーン

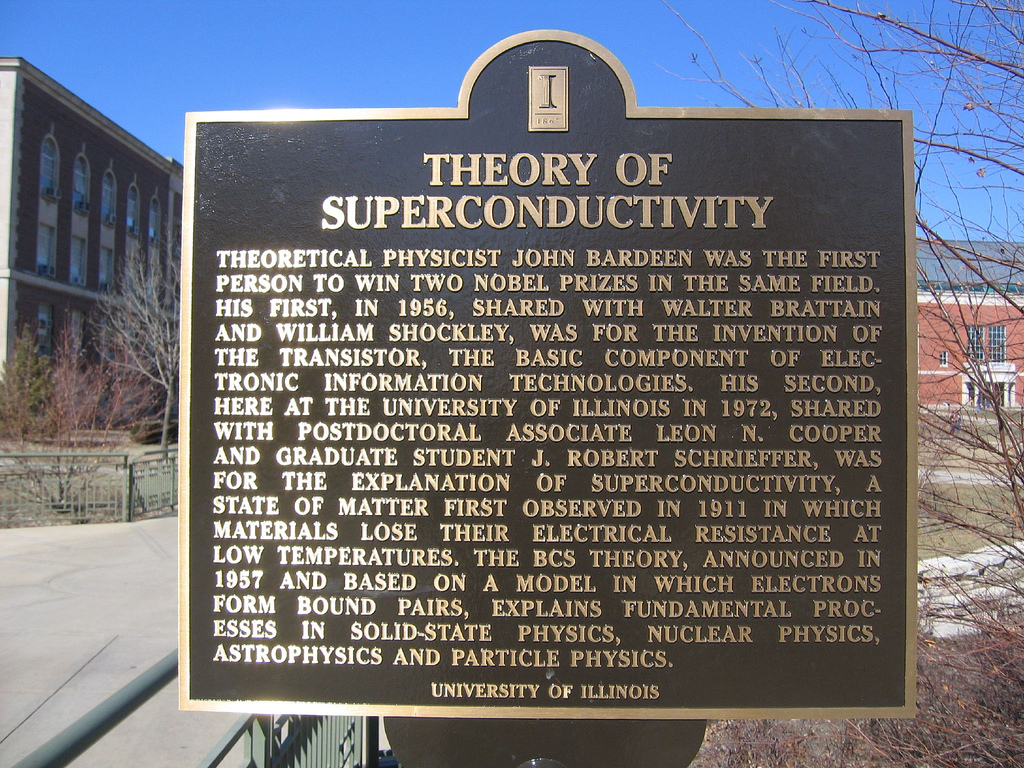
超伝導現象を扱ったBCS理論の提出と、それによるバーディーンの2回目のノーベル物理学賞受賞を記念して立てられた碑。イリノイ大学アーバナシャンペーン校にて撮影。

ジョン・バーディーン（John Bardeen, 1908年5月23日 - 1991年1月30日）は、アメリカの物理学者。
1956年にウィリアム・ショックレー、ウォルター・ブラッテンとトランジスタの発明によって、さらに1972年にレオン・クーパー、ジョン・ロバート・シュリーファーと超伝導に関するいわゆるBCS理論でノーベル物理学賞を受賞しており、2023年現在、ノーベル物理学賞を2度受賞した唯一の人物である。

## 経歴
1908年ウィスコンシン州のマディソンで生まれた。父親は解剖学の大学教授、母親も教育者の経験があった。バーディーンは早くから数学の才能を示した。
1923年にウィスコンシン大学に入学し（ウォーレン・ウィーバーに師事）、1928年に電気工学科に学んだ。この時の同級生であるグラント・ゲイルは、後にアイオワ州グリネルのグリネル大学の教授になり、入学してきたロバート・ノイスを指導することになる。
バーディーンは大学を卒業した後、一時ピッツバーグの石油会社に勤務するが、博士号取得を目指し、プリンストン大学（ユージン・ウィグナーに師事）、ハーバード大学（パーシー・ブリッジマンに師事）で数学・物理学を学んだ。紹介されたジェーンと結婚。
1938年からミネソタ大学の助教授になった。
第二次世界大戦が始まると海軍兵器研究所 (Naval Ordnance Laboratory) に4年勤めた。
1945年10月からベル研究所に入り、1948年ショックレーらとトランジスターの開発に成功した。同年、グラント・ゲイルはバーディーンに頼んで初期のトランジスターを2個譲ってもらい、自分の学部生達に見せた。その一人のロバート・ノイスが強く引かれ、ゲイルといっしょに研究するようになり、後年、半導体集積回路の発明へとつながっていくことになる。
1956年に、トランジスタの発明の功績により1回目のノーベル賞を受賞した。
1951年、ショックレーとの仕事から離れイリノイ大学の教授となり、本格的に超伝導理論の研究を開始する。
1953年には、国際理論物理学会・東京＆京都に参加し、京都大学で行われた超伝導分科会では、中嶋貞雄（東京大学名誉教授）発表の電子フォノン理論に着目し、米国に帰国後、それをもとに論文、バーディーン-D.パインズ理論を発表し、BCS理論論文でも引用している。中嶋を後年イリノイ大学に招待するなど、終生の友情を築いた。
1956年、総まとめとなる超伝導理論に関する文献報告をHandbuch der Physik, 15に発表。
1957年レオン・クーパーをプリンストンから招聘し、大学院生シュリーファーらと組み、超伝導の標準理論、BCS理論を導いた。その功績により1972年2回目のノーベル物理学賞を受賞した。ゴルフが趣味で、研究の合間には、ゴルフでリフレッシュした。
その後も日本に何度か訪れている。最晩年に日本のテレビ番組であるNHKスペシャル・「電子立国日本の自叙伝」にトランジスター開発当時の証言が収録され、その映像が放映される前に亡くなっている。
息子達も物理学者になった：長男のジェームスは宇宙論、次男のウィリアムは素粒子論が専門。また、長女のエリザベスはMITの物理学者と結婚した。

## 主な受賞歴
- 1952年 - スチュアート・バレンタイン・メダル
- 1954年 - オリバー・E・バックリー凝縮系賞
- 1956年 - ノーベル物理学賞
- 1962年 - フリッツ・ロンドン記念賞
- 1965年 - アメリカ国家科学賞
- 1971年 - IEEE栄誉賞
- 1972年 - ノーベル物理学賞（2回目）
- 1975年 - フランクリン・メダル
- 1983年 - ワシントン賞
- 1987年 - ロモノーソフ金メダル